# Mustjala
Mustjala – wieś w Estonii, w prowincji Sarema. Ośrodek administracyjny gminy Mustjala.